# DVD
Pour les autres significations du sigle DVD, voir DVD (homonymie).
Le DVD (sigle de Digital Versatile Disc en anglais, litt. « disque numérique polyvalent »), est un disque optique utilisé pour la sauvegarde et le stockage de données sous forme numérique. Créé en décembre 1995, il représente le format vidéo numérique le plus répandu dans le monde, successeur de la cassette vidéo, du LaserDisc et du vidéo CD. Le format successeur du DVD vidéo, adapté aux signaux TVHD, est le disque Blu-ray.

## Histoire
Le support DVD est développé par Philips, Sony, Toshiba et Panasonic. En décembre 1995, dix industriels de la vidéo annoncent leur accord sur un standard commun. Les premiers lecteurs DVD sont commercialisés au Japon fin 1996, début 1997 aux États-Unis et début 1998 en France. Le DVD s'impose face à la cassette VHS pour plusieurs raisons. La technologie mise en œuvre facilite l’utilisation et la souplesse d’usage : pas de rembobinage nécessaire. Avec le DVD, il est désormais possible d’accéder directement à un point précis du film, au chapitrage, d'accéder à des bonus, et de voir un film en différentes langues avec ou sans sous-titrage. La qualité de l’image, et surtout la stabilité de cette image, sont très supérieures ; les arrêts sur image sont nets alors que ceux sur VHS sont très vite dégradés. Le DVD contient sept fois plus de données qui peuvent y être stockées (soit 4,70 Go ou 4,38 Gio), et plus encore si le DVD est en double couche (soit 8,50 Go ou 7,91 Gio). Le prix des graveurs et des consommables vierges (le DVD en lui-même) est peu élevé ; la simplicité de fabrication, comparativement à un magnétoscope et ses consommables, en font des instruments moins dispendieux, plus fiables et plus robustes que leurs prédécesseurs. Par ailleurs, le gain d’espace, s’il n’est pas une raison fondamentale de l’essor du DVD, n’en reste pas moins un avantage pour l’utilisateur ayant une grande collection de DVD. Le support cassette est abandonné par les distributeurs au profit du DVD.
Le DVD marque le début d’une nouvelle ère dans le cinéma à la maison. Au temps de la VHS, l’amateur cinématographique ne trouvait généralement que le film lui-même sur la cassette et, plus rarement, un nombre très restreint de bonus. Le DVD apporte beaucoup en donnant la possibilité de goûter à la version originale et à la version dans sa langue, avec ou sans sous-titrage. Désormais, on peut trouver en plus du film qui est d’assez bonne qualité, des bandes-annonces, des making-of, des entrevues et même parfois des jeux. On trouve aussi sur support DVD des concerts musicaux, des séries télévision, des vidéo-clips, des spectacles d’humoristes, des séances de gym, des documentaires, etc.
En France, les deux premiers DVD à sortir sont ceux des films Microcosmos : Le Peuple de l'herbe et Les Enfants de Lumière, le 23 septembre 1997, par les éditions Montparnasse, les premiers DVD celui de chez Gaumont (Léon) le 25 janvier 1998, chez Canal+ Vidéo (Le Livre de la jungle) le 6 juin 1998, chez Film Office (Le Fan, Les Hommes de l'ombre, Lame de fond, Napoléon en Australie, Scream et Les Virtuoses) le 1er septembre 1998, chez Arte Vidéo (Marius et Jeannette) le 9 septembre 1998, chez France Télévisions Distribution (La Vérité si je mens !) le 30 septembre 1998 chez M6 Vidéo (Air Bud) le 3 novembre 1998, chez Opening (Dune) le 3 décembre 1998, chez TF1 Vidéo (Donnie Brasco, Les Évadés, Un Indien dans la ville, Le Nom de la rose et Terminator) le 8 décembre 1998, chez Pathé et Le Studio Canal+ (Le Bonheur est dans le pré, Germinal, Jean de Florette, Manon des sources, The Mask, L'Ours et Paparazzi) le 9 juin 1999, chez Metropolitan Filmexport (Blade) le 10 novembre 1999, chez EuropaCorp (Yamakasi) le 14 novembre 2001, chez Wild Side (Absolument fabuleux) le 22 mai 2002 et aussi chez UGC (Embrassez qui vous voudrez) le 24 avril 2003.
Le premier studio américain à sortir des DVD en France est Columbia TriStar, le 25 mars 1998. Il s'agit de cinq films issus de leur catalogue, à savoir Dans la ligne de mire, Des hommes d'honneur, L'Envolée sauvage, Jerry Maguire et Jumanji. Warner Bros. sort ses premiers DVD français le 21 avril 1998, pour les films Mars Attacks!, Alerte !, Batman et Robin, Bodyguard, Le Client, Le Droit de tuer ?, Harcèlement, Les liaisons dangereuses et Maverick, suivi par PolyGram (Quatre mariages et un enterrement, Dobermann, Fargo et Usual Suspects) le 7 juillet 1998, The Walt Disney Company et Metro-Goldwyn-Mayer (Les 101 Dalmatiens, L'Amour à tout prix, Blown Away, Le Flic de San Francisco, L'Incroyable voyage, Phénomène, La Rançon, Rien à perdre et USS Alabama) le 30 septembre 1998 et Universal (Daylight, Jumeaux, Le Pic de Dante et Mélodie pour un meurtre) le 27 avril 1999. 20th Century Fox sort son premier DVD (celui du film Titanic) le 2 septembre 1999. Paramount sort ses deux premier DVD (The Truman Show et Les Razmoket, le film) le 20 avril 2000. DreamWorks est probablement le dernier grand studio américain à avoir adopté le format, puisqu'il faudra attendre le 5 décembre 2000 pour voir les premières sorties DVD françaises du studio, pour American Beauty et Hantise.
En 2024 New Line Cinema sort les huit premiers DVD celui Birth, Le Fils du Mask, Les Griffes de la nuit, L'Île du Dr. Moreau, Menace II Society et Le Seigneur des anneaux (La Communauté de l'anneau / Les Deux Tours / Le Retour du roi) à partir du 2 octobre à la suite du précédent éditeur Metropolitan Filmexport.
En Italie, les DVD basés sur le temps sont appelés DVD Time et sont distribués par 01 Distribution. La distribution de films en Italie sur ce format commence en 2006 avec le film A History of Violence.
Entre-temps, le disque Blu-ray est présenté comme le successeur du DVD, qui s'impose face au format concurrent HD DVD à partir de mars 2008. Il s'agit de loger des quantités de données encore plus importantes en balayant les creux et les plages encore plus étroits avec un rayon laser bleu-violet. Ils sont surtout destinés à stocker des contenus vidéo à haute résolution, qui nécessitent une capacité de stockage nettement supérieure à celle que peut offrir un DVD. Pourtant, le disque Blu-ray n'a jamais pu s'imposer face au DVD, comme le montrent les statistiques. Même en 2013 (la meilleure année du disque Blu-Ray), le chiffre d'affaires et les ventes du DVD étaient toujours plus de deux fois supérieurs à ceux du disque Blu-ray. Depuis lors, le chiffre d'affaires et les ventes des deux supports sont en baisse. En 2018, le net recul du DVD et du Blu-ray se poursuit.

## Terminologie
Le terme Digital Video Disc (« disque vidéo numérique ») a longtemps été employé par la presse. À l'origine, cette traduction provient de la Commission générale de terminologie et de néologie mais a été abandonnée par les industriels impliqués, car elle se limitait au stockage de vidéos. La dénomination officielle est « Digital Versatile Disc » (« disque numérique polyvalent »). Elle précise que ce support convient à tous les types de données numériques ou informatiques. Pour sa part, l'Office québécois de la langue française propose d'utiliser « DVD », « disque DVD » (sigle redondant), « disque numérique universel » ou « disque numérique polyvalent ». L'OQLF suggère de traduire en revanche digital video disc par « DVD vidéo », « disque vidéonumérique » ou « disque DVD vidéo »,. L'usage populaire quasi-universel traite « DVD » comme un nom commun, voire comme une apposition à valeur adjectivale (pour désigner le format, par exemple).
En 1999, le DVD Forum regroupant l'ensemble des acteurs impliqués, précise que l'initialisme officiel du format se limite aux trois lettres, tout en soulignant que les termes Digital Versatile Disc restent la dénomination officielle du format.

## Caractéristiques

### Principes et spécificités techniques

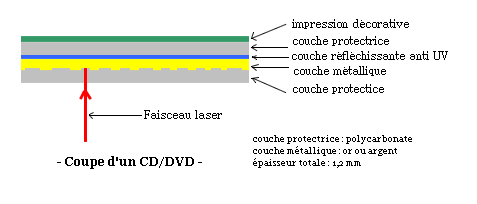
Coupe d'un DVD.

Le DVD exploite un support semblable à celui du CD puisque ses dimensions sont les mêmes (disque de 120 mm de diamètre ou une version mini de 80 mm). Toutefois, les principales différences techniques concernent d’une part la densité / capacité de stockage-enregistrement et d’autre part, les procédés et traitements numériques (logiciels) pour leur sauvegarde. Le laser DVD exploite une longueur d’onde de 635 ou de 650 nm d'une puissance de 100 à 200 mW, pour une ouverture numérique de 0,60, ce qui procure un écart de piste de 740 nm et une longueur minimale d’alvéole de 400 nm, le diamètre du faisceau laser étant de 650 nm.
Les capacités d’un DVD dépendent de ses spécificités. Il peut être simple ou double face et couche, en version pleine ou mini. Ainsi, les principales capacités et versions sont :
| Diamètre | Nombre de faces | Nombre de couches | Capacité | Dénomination |
| -------- | --------------- | ----------------- | -------- | ------------ |
| 12 cm    | Simple          | Simple            | 4,7 Go   | DVD-5        |
| 12 cm    | Simple          | Double            | 8,54 Go  | DVD-9        |
| 12 cm    | Double          | Simple            | 9,4 Go   | DVD-10       |
| 12 cm    | Double          | Double            | 17,08 Go | DVD-18       |
| 8 cm     | Simple          | Simple            | 1,4 Go   | Mini-DVD     |
| 8 cm     | Simple          | Double            | 2,66 Go  | Mini-DVD     |
| 8 cm     | Double          | Simple            | 2,66 Go  | Mini-DVD     |
| 8 cm     | Double          | Double            | 5,2 Go   | Mini-DVD     |

### Formats
Il existe différents formats de DVD, avec pour chacun, des supports différents :
- DVD-ROM : ils sont généralement « pressés » c’est-à-dire qu’il existe une matrice de base qui sert de moule pour les copies, et donc ils ne sont pas enregistrables.

- DVD-R : aussi noté -R (pour Recordable : enregistrable) cette norme est la première à avoir vu le jour et était principalement destinée à la vidéo. Les informations sauvegardées sur le support le sont par altération d’une couche inscriptible à l’aide du laser du graveur.

- DVD+R : comme pour le -R mais la norme est plus récente et plus adaptée que le -R pour le stockage de données. Il permet la visualisation vidéo à tout moment sur le graveur d'origine sans « finalisation » du disque (cette finalisation peut rester nécessaire pour le lire sur des appareils différents). Il possède aussi de meilleures caractéristiques techniques que son cousin. Il n’existe cependant presque aucune différence « visible » à l’œil nu entre les -R et le +R. Plus récent, le +R était cependant, en 2004, un peu moins compatible avec les lecteurs DVD de salon (sauf ceux de Philips, promoteur actif du DVD+) et les PC. Le consortium DVD+RW Alliance est chargé de promouvoir le DVD+R (apparu bien après le DVD+RW). Bien que celui-ci regroupe moins de membres que le DVD-Forum (originellement trois : Philips, Sony, HP), il est jugé comme étant plus « prestigieux ».

- DVD-R DL, DVD-RW DL, DVD+R DL et DVD+RW DL, encore peu nombreux sur le marché, apparaissent peu à peu. DL signifiant « Dual Layer » soit « double couche » en anglais, ces DVD offrent une capacité doublée : 8,50 Go. Cependant, on peut noter une légère avance des formats +, car la capacité à graver les « DVD+R\RW DL » a été implémentée bien avant sur les graveurs, la vitesse maximum est également supérieure actuellement.

- DVD-RW et DVD+RW : sont les pendants des CD-RW c’est-à-dire les réinscriptibles (ReWritable) avec les mêmes caractéristiques que leurs homologues -R et +R. Les informations sauvées sur le support le sont par réorganisation de la couche enregistrable à l’aide du laser du graveur. C’est pourquoi un formatage est requis avant d’écrire ou pour effacer le disque. Sur les -RW, la suppression d'enregistrements libère de l'espace pour de nouveaux enregistrements, sur les +RW, les enregistrements peuvent être supprimés, sans libérer d'espace sauf si c'est le dernier enregistrement. Les +RW peuvent être lus sur d'autres appareils après avoir été finalisés, ils peuvent être reformatés avec effacement de la totalité des enregistrements pour de nouveaux enregistrements.

- DVD-RAM : Norme peu répandue, plus chère, mais pouvant contenir jusqu’à 9,4 Go (comparativement à 2.1 pour les modèles précédents). Ils sont réinscriptibles comme les DVD+RW et les DVD-RW mais supportent plus de cycles d’écriture que ces derniers. Ils étaient à leurs débuts contenus dans une cartouche protectrice. Leur principal avantage sur les DVD+RW et les DVD-RW est de pouvoir effacer et réécrire fichier par fichier, comme sur une disquette, un disque dur, ou une carte mémoire (il n'est pas nécessaire d'effacer tout le disque pour modifier un fichier). D'où une plus grande souplesse et un grand gain de temps, notamment lors de sauvegardes.

Ces différents formats créaient une certaine confusion. En 2005, de nouveaux types de graveurs permettent d’enregistrer sous plusieurs formats.

### Capacité de stockage
| Couches | 1      | 2      |
| Faces   | 1      | 2      |
| ------- | ------ | ------ |
| 1       | DVD-5  | DVD-9  |
| 2       | DVD-10 | DVD-18 |

Les capacités nominales des DVD sont données en gigaoctets (1 Go = 1 000 000 000 octets = 109 octets), mais la mesure officielle est en gibioctets (1 Gio = 1 073 741 824 octets = 230 octets). Il existe au départ quatre types de DVD :
- Le DVD-5 : il est composé d’une face et d’une couche de stockage. Sa capacité est de 4,70 Go ou 4,38 Gio.
- Le DVD-9 : il est composé d’une face et de deux couches de stockage. Sa capacité est de 8,50 Go ou 7,96 Gio.
- Le DVD-10 : il est composé de deux faces et d’une couche par face (il faut retourner le DVD pour pouvoir lire la seconde face). Sa capacité est de 9,4 Go ou 8,76 Gio.
- Le DVD-18 : il est composé de deux faces et de deux couches par face. Sa capacité est de 17 Go ou 15,8 Gio[10].

Les DVD du commerce (films, concerts, etc.) sont très souvent des DVD-9 car leur capacité permet un encodage à plus haut débit fournissant une meilleure qualité sonore et visuelle que le DVD-5. Mais il existe maintenant le DVD+R 9 (qui offre 8,50 Go de capacité de stockage) pour les particuliers qui désirent graver leurs propres vidéos.

### Personnalisation
La personnalisation de la face de présentation des DVD a longtemps été laissée à des kits autocollants imprimables, à apposer sur le disque. Certaines imprimantes (Epson, HP et Canon par exemple) permettent aussi d’imprimer directement sur les disques, à condition que ceux-ci soient dotés d’une surface imprimable (blanche ou argentée).
Les constructeurs se sont penchés sur la question d’un matériel unique permettant de répondre à ce besoin. En 2000, Yamaha avait tenté le coup du DiscT@2 (Prononcez DiscTatoo) permettant de graver des images sur la surface non utilisée lors de la gravure des données. En 2005, HP fait l’annonce de la technologie LightScribe qui permet, en ayant le graveur et les disques compatibles, d’imprimer textes et images sur la face de présentation du disque, sans recourir à de l’encre. NEC propose de son côté une technologie similaire appelée LabelFlash. Pour l’instant, ces solutions de gravure d’étiquette (ou labellisation) sont toutes uniquement monochromes. La technologie LightScribe est aujourd’hui la plus répandue. Ces gravures d'étiquette sont toutefois définitives sur chaque disque, même si ces derniers sont réinscriptibles.

### Boîtier
Comme pour les CD ou disques Blu-ray, les DVD vendus dans le commerce étaient toujours, à quelques exceptions près, stockés dans des boîtiers extérieurement de taille identique quel qu'en soit le contenu, films, jeux etc. Ceux-ci étaient également à court terme plus résistants que ceux pour CD qui ont tendance à craquer surtout en cas de transport. Cependant à long terme les boîtiers DVD deviennent de plus en plus fragiles à cause de leur composition en un morceau de plastique unique qui se referme sur lui-même, contrairement à ceux pour CD qui utilisent un système pentures.
Physiquement, le boîtier DVD mesure en moyenne 7 1⁄2 pouces (environ 19 cm) de hauteur par 5 3⁄8 pouces (environ 13,6 cm) de largeur et 9⁄16 pouce (environ 14 mm) d'épaisseur. La hauteur et la largeur correspondent aux boîtiers VHS, ce qui implique une facilité de stockage pour une collection mixte VHS/DVD, mais également un encombrement plus grand que nécessaire. Le socle pour recevoir le disque étant de la même taille que celui d'un boîtier CD, il est tout à fait possible d'insérer un CD dans un boîtier DVD et vice-versa. Un autre format a vu également le jour au tout début de l'avènement du DVD : il s'agissait d'un boîtier moitié en plastique et moitié en carton, mais il fut vite abandonné en raison de sa trop grande fragilité (seul Warner Bros l'utilisait).
D'autres variantes existent également, par exemple le boîtier pour les jeux de PlayStation 2, console qui a d'ailleurs grandement contribué à l'implantation du format, incluant généralement un emplacement nommé memory card holder qui permet d'y ranger une carte mémoire.

### Taille physique
Son diamètre maximum est de 120 mm, et celui du trou central de 15 mm.
Du centre à l'extérieur, le disque comprend cinq zones :
1. Zone centrale transparente sans information logique (mais un numéro de référence de production) : 40 mm ;
2. Zone « Lead-In », les données logiques permettent de marquer le début du contenu du disque et de le synchroniser : 2 mm ;
3. Zone « Program Area », c'est la zone qui contient toutes les informations logiques du disque ;
4. Zone « Lead-Out », informe via des données logiques nulles de la fin du contenu du disque, 1 mm ;
5. Zone transparente sans information, en bord du disque : 1 mm.

La surface maximale inscriptible pour une image LightScribe est limitée vers l'intérieur par la zone « Lead-In » minimale, soit 44 mm, et vers l'extérieur par la zone « Lead-Out », soit 116 mm.

## Usages
Les types d’applications du DVD :
- DVD-Vidéo (contenant des films (vidéo et son)) ;
- DVD-Audio (contenant du son haute-définition) ;
- DVD-VR (contenant de la vidéo ou du son enregistré, habituellement depuis la TV ou un caméscope) ;
- DVD+VR (une variante du DVD-VR utilisé sur des disques +R et +RW) ;
- DVD-ROM (données informatiques : systèmes d’exploitation, applications, encyclopédies, jeux vidéo (PlayStation 2, Xbox, Xbox 360, PC, Mac). Le faible coût et la grande capacité des DVD en font des mémoires de masse idéales.) ;
- DVD-RAM (format de DVD réinscriptible, au même titre que les DVD+/-RW, dont le principal atout est qu’il permet d’enchaîner aléatoirement lectures et écritures).

### DVD Vidéo

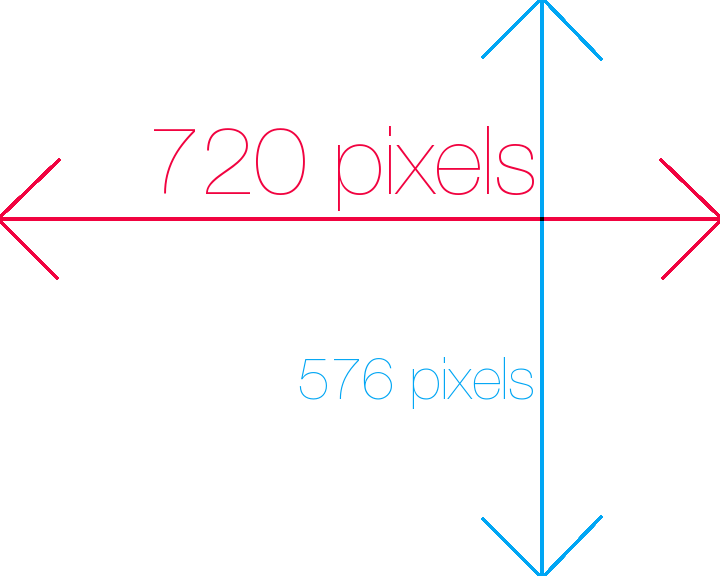
Définition d'un DVD usuel vendu en France (au format PAL).

Les DVD vidéo ont connu un énorme succès dès la fin des années 1990. Ils ont progressivement remplacé les cassettes VHS en offrant un certain nombre d’avantages.
La qualité d’image est nettement améliorée, d’autant plus qu’elle ne se détériore pas au fil des lectures, contrairement aux cassettes vidéo. Bien que beaucoup de définitions et de formats soient supportés, la plupart des DVD au détail utilisent un format compressé MPEG-2, stocké à une définition de 720×480 (zone 1, 3 et 4 de rapport 1,5) ou 720×576 (zone 2, 5 et 6 de rapport 1,25). Ces deux rapports sont rétrocompatibles avec les normes analogiques de leurs régions, respectivement le NTSC et le PAL/SÉCAM, ce qui permet aux consommateurs de conserver le même téléviseur pour afficher les deux technologies.
Le DVD supporte plusieurs codecs audio (PCM, MPEG Multichannel, Dolby Digital ou DTS) et le codage audiophonique, contrairement au VHS qui enregistre le son en modulation de fréquence sur deux pistes. Souvent, les DVD vidéo proposent également le choix entre plusieurs pistes audio permettant de voir un film dans différentes langues et permettent souvent l’accès à des fonctions jusqu’ici inédites telles que le choix entre plusieurs sous-titrages, l’accès à des bonus (scènes coupées, commentaires du réalisateur, coulisses du tournage) et même parfois le choix entre plusieurs angles sur certains films. Cette fonction a été utilisée pour proposer un angle de vue différent (dans les enregistrements de concerts et de films pornographiques essentiellement) mais aussi pour proposer différentes versions d'un même texte (par exemple dans le générique d'ouverture de Star Wars) ou différentes versions d'une même scène (avec et sans les effets spéciaux). Par rapport à la cassette, une des innovations les plus notables est le passage direct à une séquence précise : plus besoin de rembobiner ou de chercher une séquence comme avec une bande : l’appui direct sur une ou plusieurs touches permet d’accéder à un contenu ou à un chapitre immédiatement.

### DVD audio et SACD
Apparus plus récemment, dans la succession au CD audio : deux formats, le DVD audio et le SACD (Super Audio CD). Il est nécessaire de posséder une platine spécifiquement adaptée à l’un de ces formats. Pour l’instant, aucun des deux supports concurrents n’arrive à prendre une part significative du marché pour succéder au CD audio. Apparemment, pour le grand public, la différence de qualité à l’écoute n’a pas été suffisamment significative pour justifier de nouveaux investissements.

## Protections

### Protection anticopie
À la création du format DVD, deux systèmes étaient censés en empêcher la copie. Ils incluent le système Macrovision, interdisant la copie d’un DVD vers un magnétoscope, et le système CSS interdisant la copie de données d’un DVD vers un ordinateur. Contrairement aux Blu-ray, la protection CSS n'est pas obligatoire sur les DVD.
Ces systèmes de protection ont été vite cassés et il existe aujourd’hui une multitude de logiciels permettant d'extraire un DVD vers un PC pour le copier soit au format original (qualité identique mais nécessite une place du même ordre sur le disque dur), au format DivX (un codec vidéo suivant la norme MPEG-4) ou VCD, qui permet alors de le copier sur un simple CD classique avec la possibilité d'ajuster le rapport qualité/taille. La plupart des lecteurs DVD sont « compatibles DivX », ce qui signifie qu'ils peuvent lire aussi bien des DVD vidéo que des CD ou DVD contenant les vidéos compressées au format DivX (un DVD peut contenir plusieurs films DivX).

### Protections commerciales par zones

Régions commerciales de DVD du monde.

Les industriels ont également conçu un système de zones servant principalement à limiter les exportations de disques en dehors des régions désignées, ce qui permet aux éditeurs de garder le contrôle sur le prix de vente et la date de sortie individuellement sur chaque région du globe.
- zone 0 : non zoné, compatible tout lecteur
- zone 1 : États-Unis, Canada
- zone 2 : Europe, Japon, Moyen-Orient, Afrique du Sud
- zone 3 : Asie du Sud-Est, Asie de l’Est, Hong Kong, Macao
- zone 4 : Océanie, Amérique latine, Antilles
- zone 5 : Russie, Asie du Sud, Asie centrale, Afrique, Mongolie, Corée du Nord
- zone 6 : Chine continentale
- zone 7 : non définie (réservée à l'origine aux hôpitaux et aux bases militaires)
- zone 8 : lieux internationaux (avions, bateaux de croisières, etc.)

Rapidement, des lecteurs pouvant lire des disques de toutes les zones sont apparus. C’est notamment le cas de la plupart des lecteurs de DVD pour ordinateur. Pour ne pas avoir besoin de plusieurs lecteurs, il est possible de « dézoner » (rendre universel) son lecteur à l'aide d'une manipulation spécifique.

## Logiciels

### Création de DVD-Audio
Les logiciels classiques de création de DVD ne supportent que rarement les DVD Audio, par contre il existe des logiciels dédiés :
- Pour Mac OS X, les systèmes d’exploitation Tiger, Leopard, Snow Leopard ou encore Lion se suffisent à eux-mêmes pour la gravure de DVD ;
- Pour Microsoft Windows, ils incluent notamment Cirlinca DVD-AUDIO Solo[12], Steinberg WaveLab, Minnetonka audio DiscWelder Bronze, Steel and Chrome II (with SurCode MLP), DigiOn Audio 2, Sonic Studio HD and DVD-Audio Creator, Gear Pro Mastering Edition et DVD lab de mediachance ;
- Pour Linux, un projet DVD-Audio existe et fournit un ensemble de logiciels qui permettent de graver un DVD audio.

### Création de DVD-Vidéo
Les logiciels de création de DVD-Vidéo incluent notamment : DVD Studio Pro et iDVD (pour Mac OS X) ; DVD lab de mediachance, Adobe Encore CS6, AVStoDVD, DeVeDe, DVD Flick, DVD Styler, DVD It, Spruce, DVD Maestro, DVD Architect de Sony et Nero (pour Windows) ; et DVD-Author, DVDStyler, DeVeDe, ManDVD et Tovidgui (pour Linux). Enfin, sur les appareils dotés d'une sortie compatible, pour véhiculer les signaux sonores, il convient d'utiliser la fonction HDMI ARC ou Audio Return Channel.

## Fabricants de graveurs
Voici quelques sociétés qui produisent[Quand ?] des graveurs : Asus, BenQ (Philips BenQ Digital Storage), Behavior Tech Computer (BTC), Compaq, Creative Labs, Freecom, Hewlett-Packard, LG Electronics, Lite-On, Micro-Star International (MSI), NEC, Panasonic, Philips (Philips BenQ Digital Storage), Pioneer, Plextor, Ricoh, Samsung, Sony (production sous-traitée à Lite-On), TDK, et Toshiba.

## Succession
Avec l'arrivée de l'« ultra haute définition » avec 3840 × 2160 pixels, soit plus de 20 fois plus que la définition d'un DVD usuel vendu en France, un successeur est vite devenu nécessaire pour pouvoir stocker jusqu'à plusieurs dizaines de Go de données.
Pour succéder au DVD, deux formats étaient en compétition : le disque Blu-ray (sa capacité de base est de 25 Go et passe à 50 Go en double couche) et le HD DVD (15 Go en simple couche, 30 Go en double couche, voire 45 Go en triple couche). Bien que le HD DVD fût approuvé par le DVD Forum (autorité chargée du développement et de la promotion du format DVD) comme successeur du format DVD, l’annonce de son abandon par Toshiba le 19 février 2008 coupe court à son développement, et permet ainsi la démocratisation du format Blu-ray. Le HVD (Holographic Versatile Disc ou « Disque holographique polyvalent ») est lui aussi déjà prêt, bien qu’il n’en soit pas encore au stade commercial. Il possède une capacité de plusieurs téraoctets. Le Dualdisc en est également une succession.
Le Forward Versatile Disc (FVD) est un format alternatif au Blu-ray et au HD DVD poussé par le gouvernement taïwanais. L’idée est de proposer un format de disque optique permettant la haute définition à un prix moins élevé que les deux formats géants. Ce résultat est obtenu en augmentant légèrement la capacité du disque jusque 5,4 Go en simple couche et 9,8 Go en double couche (le triple couche est possible également), mais en le lisant toujours avec un laser rouge. L’utilisation d’un codec plus performant que le MPEG-2, le WMV9 permet d’avoir jusque 135 minutes de film en haute définition au format 720p sur un disque double couche et en 1080i sur un disque triple couche.